# Splitting Up Together
Splitting Up Together é uma série de televisão americana de comédia que estreiou em 27 de março de 2018 no canal ABC. Em 11 de maio de 2018, a ABC renovou a série para uma segunda temporada.

## Enredo
A série narra o que acontece quando o casamento de um casal é repentinamente reacendido por seu divórcio. O casal tem três filhos que moram na casa com um dos pais em semanas alternadas enquanto o outro pai vive como uma pessoa solteira que fica no apartamento da garagem nos fundos da casa. O parceiro "solteiro" na garagem é livre para namorar sem ter responsabilidades na casa ou para as crianças. O "pai" parceiro é livre para presidir a casa e família como ele ou ela considera melhor. Cada semana os pais aprendem um pouco mais sobre o que eles estão faltando nas partes parentais e "românticas" de suas vidas e, ao fazê-lo, tornam-se melhores pais (durante a semana de pais) e melhores parceiros românticos (durante sua única semana) . Muitas vezes, o insight que eles adquirem lhes permite ver por que seu cônjuge se sentiu infeliz no casamento, ajudando-os a melhorar como pessoa. Essa pessoa cada vez mais aprimorada torna-se também um pouco mais atraente para o ex-cônjuge, fazendo com que sua separação completa pareça menos provável.

## Elenco

### Principal
- Jenna Fischer como Lena[2]
- Oliver Hudson como Martin[3]
- Bobby Lee como Arthur
- Diane Farr como Maya[4]
- Lindsay Price como Camille
- Olivia Keville como Mae
- Van Crosby como Mason
- Sander Thomas como Milo[5]

### Recorrente
- Trent Garrett como Wes[6]
- Geoff Pierson como Henry[7]
- Monica Barbaro como Lisa Apple

### Convidado
- Fred Armisen como Dr. Rydakto[8]
- Milly Shapiro como Emma Rebeca[9]

## Produção
A série, baseada na dramédia dinamarquesa Bedre skilt end aldrig criada por Mette Heeno, Mie Andreasen e Hella Joof, foi adaptada para os espectadores americanos por Emily Kapnek e Heeno como co-criadores. Eles também atuam como co-produtores executivos ao lado de Ellen DeGeneres, Jeff Kleeman, Andreasen e Joof, de A Very Good Production, Piece of Pie Productions e Warner Bros. Television. A série foi aprovada em 11 de maio de 2017. Em 11 de maio de 2018, a ABC renovou a série para uma segunda temporada.

## Episódios

### 1ª temporada (2018)
| N.º na série | N.º na temp. | Título original (Título no Brasil)  | Dirigido por   | Escrito por      | Exibição original   | Audiência (milhões) |
| ------------ | ------------ | ----------------------------------- | -------------- | ---------------- | ------------------- | ------------------- |
| 1            | 1            | "Pilot"                             | Dean Holland   | Emily Kapnek     | 27 de março de 2018 | 6.98                |
| 2            | 2            | "Devil May Care"                    | Dean Holland   | Emily Kapnek     | 3 de abril de 2018  | 4.83                |
| 3            | 3            | "Street Meat"                       | Dean Holland   | Brian Rubenstein | 10 de abril de 2018 | 4.13                |
| 4            | 4            | "Soups Jealous"                     | Helen Hunt     | Brian Gallivan   | 17 de abril de 2018 | 3.62                |
| 5            | 5            | "Nevertheless... She Went Clubbing" | Dean Holland   | Neel Shah        | 1 de maio de 2018   | 3.80                |
| 6            | 6            | "Letting Ghost"                     | Jay Karas      | Emma Barrie      | 8 de maio de 2018   | 3.63                |
| 7            | 7            | "Star of Milo"                      | Morgan Sackett | Ally Israelson   | 15 de maio de 2018  | 3.64                |
| 8            | 8            | "Heat Wave"                         | Dean Holland   | Emily Kapnek     | 22 de maio de 2018  | 4.02                |

### 2ª temporada (2018–2019)
| N.º na série | N.º na temp. | Título original (Título no Brasil) | Dirigido por     | Escrito por      | Exibição original      | Audiência (milhões) |
| ------------ | ------------ | ---------------------------------- | ---------------- | ---------------- | ---------------------- | ------------------- |
| 9            | 1            | "Sign Language"                    | Dean Holland     | Emily Kapnek     | 16 de outubro de 2018  | 3.29                |
| 10           | 2            | "Asking for a Friend"              | Michael Engler   | Sierra Ornelas   | 23 de outubro de 2018  | 2.90                |
| 11           | 3            | "Freaks & Creaks"                  | Dean Holland     | Owen Ellickson   | 30 de outubro de 2018  | 3.26                |
| 12           | 4            | "War of the Wagners"               | Adam Davidson    | Brian Gallivan   | 13 de novembro de 2018 | 2.91                |
| 13           | 5            | "Yes, Deer"                        | Dean Holland     | Brian Rubenstein | 20 de novembro de 2018 | 2.73                |
| 14           | 6            | "Glowing Pains"                    | Dean Holland     | Ally Israelson   | 27 de novembro de 2018 | 2.78                |
| 15           | 7            | "Paige Turner"                     | Dean Holland     | Sierra Ornelas   | 4 de dezembro de 2018  | 2.78                |
| 16           | 8            | "Messy"                            | Jay Karas        | Owen Ellickson   | 11 de dezembro de 2018 | 2.98                |
| 17           | 9            | "Contact High"                     | Dean Holland     | Emma Barrie      | 8 de janeiro de 2019   | 3.48                |
| 18           | 10           | "China-Curious"                    | Maggie Carey     | Ally Israelson   | 15 de janeiro de 2019  | 2.63                |
| 19           | 11           | "Baby's First Job Interview"       | Daniella Eisman  | Brian Rubenstein | 22 de janeiro de 2019  | TBD                 |
| 20           | 12           | "Luv Ya 2"                         | Michael McDonald | Brian Rubenstein | 5 de fevereiro de 2019 | TBD                 |